# Villa Rustica (Gorhambury)

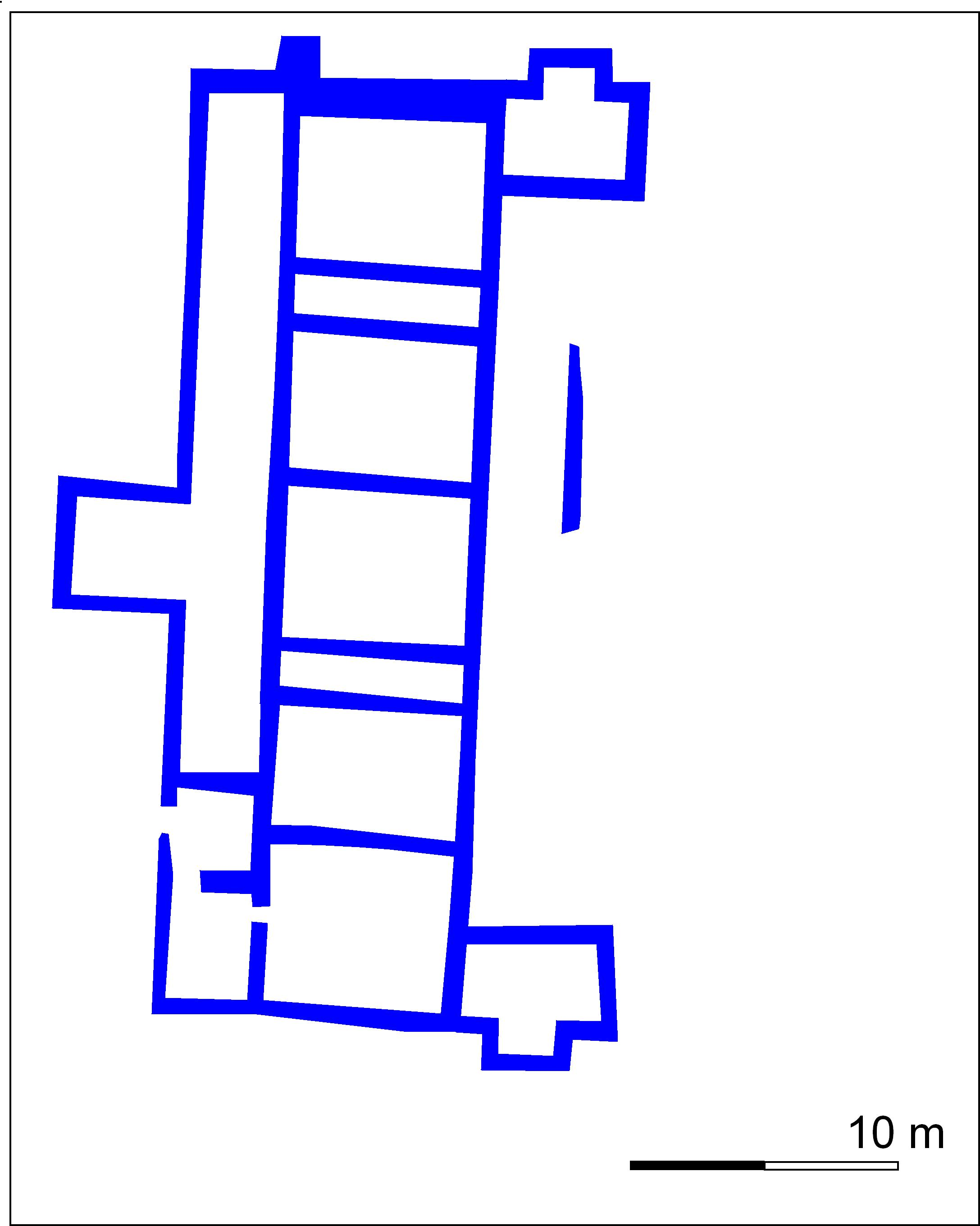
Plan des Herrenhauses der Villa im zweiten und dritten Jahrhundert

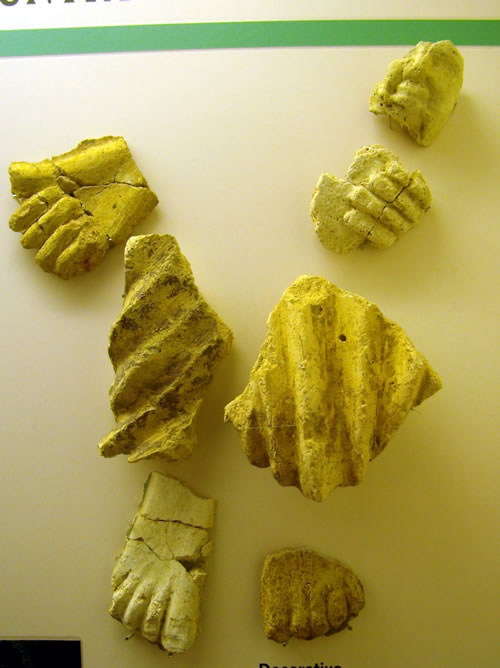
Figürliche Stuckfragmente

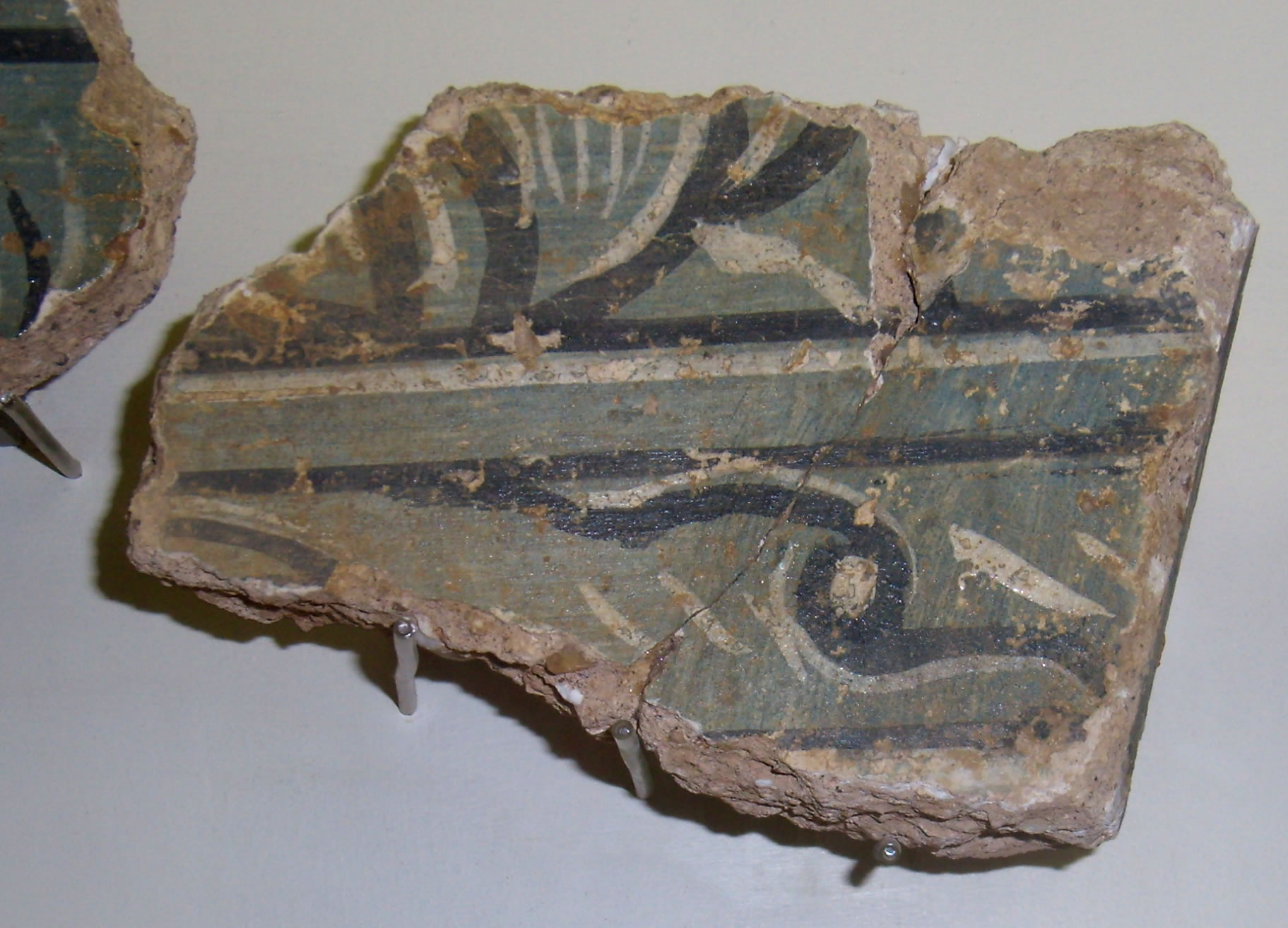
Reste von einer Wandmalerei

Bei Gorhambury (St Albans, England) sind die Reste einer bedeutenden römischen Villa ausgegraben worden. Die Villa florierte vor allem im zweiten und dritten nachchristlichen Jahrhundert. Es handelte sich um einen Gutshof, dessen landwirtschaftliche Produkte sicherlich die benachbarte Stadt belieferten. Die Villa liegt nur etwa einen Kilometer westlich der römischen Stadt Verulamium. Offensichtlich residierte hier eine wohlhabende Familie dieser Stadt.

## Vorgeschichte
Erste Siedlungsreste stammen aus der Jungsteinzeit. Auf dem Gebiet der späteren Villa stand eine rechteckige Hütte, die ins vierte Jahrtausend v. Chr. datiert. Aus der Bronzezeit stammen zwei Urnen. Siedlungsreste gibt es aber nicht, jedoch fanden sich Reste einer Palisade, die in diese Zeit datieren mag.

## Villa im ersten Jahrhundert
Die eigentliche Villa wurde um 20 n. Chr., als Britannien noch nicht römisch war, errichtet. Es wurden Gräben ausgehoben, die zwei Rechtecke bildeten und damit anscheinend die Wohn- und Nutzbauten der Anlage umzäunten. Innerhalb dieser abgesteckten Bereiche standen diverse Holzbauten. Die westliche Einzäunung beherbergte wahrscheinlich vor allem Wohnbauten, die östliche eher Nutzbauten. Unter diesen Nutzbauten befindet sich eine Art Basilika mit drei Schiffen, der frühste Bau dieser Art in Britannien. Die Holzbauten wurden mehrmals umgebaut und erweitert. Die hohe Zahl von keltischen Münzfunden deutet auf wohlhabende Besitzer. 43 n. Chr. wurde Britannien von den Römern erobert, es lassen sich jedoch kaum Änderungen in der Nutzung feststellen. Der Regimewechsel scheint hier ohne dramatische Änderungen verlaufen zu sein. Irgendwann im ersten Jahrhundert brannten die Bauten nieder. Dies mag mit dem Boudicca-Aufstand in den Jahren 61–62 in Verbindung stehen. Im nahe gelegenen Verulamium brannten zur gleichen Zeit große Teile der Stadt nieder. Die Villa wurde weiter bewohnt, doch sind gerade die Bauten der nachfolgenden Jahre nicht sehr gut erhalten.

## Zweites bis viertes Jahrhundert
Um 100 n. Chr. wurde das Herrenhaus der Anlage durch einen Steinbau ersetzt. Es handelte sich zunächst um einen einfachen rechteckigen Bau mit zwei oder drei Zimmern. Dieser Bau erhielt jedoch kurze Zeit später einen Porticus und Eckrisalit. In einer dritten Ausbauphase wurden diverse weitere Zimmer angebaut. Vor allem im Süden wurde eine Apsis errichtet, die neben einem großen Raum lag, der wiederum unterkellert war. Bei den Ausgrabungen fand sich der Keller voll von Schutt, worunter sich Fragmente von Mosaiken, Wandmalereien und Stuckaturen befanden. Die Stuckaturen und Wandmalereien sind von ausgesprochen hoher Qualität und belegen den Wohlstand der Villenbesitzer. Bemerkenswert ist vor allem der Fund von figürlichen Stuckaturen, die bisher einmalig im römischen Britannien sind. Aus dieser Zeit stammt auch ein massiver Kornspeicher (6,4 × 5,8 Meter), der aus Stein erbaut war. Etwa 40 Meter östlich der Villa wurde ein Bad errichtet. Es handelte sich um einen einfachen rechteckigen Bau, der etwa 11,5 × 7 Meter groß war.
Um 175 n. Chr. wurde das Herrenhaus vollkommen umgebaut. Der Graben, der die beiden Einfriedungen der Villenanlage trennte, wurde zugeschüttet. Neben dem alten Herrenhaus wurde auf der Westseite ein weiteres, größeres Herrenhaus errichtet. Es ist merkwürdig, dass das neue Herrenhaus nicht an der Stelle der alten errichtet wurde, doch mag das alte weiter bewohnt worden sein, bis das neue fertiggestellt war. Der neue Bau hatte an der West/Frontseite einen Porticus mit zwei Eckrisaliten. An der Ostseite gab es einen weiteren Porticus. Mindestens zwei Räume hatten Mosaiken. Im Süden gab es ein dreiräumiges Bad. Innerhalb der Einfriedung wurden weitere Bauten errichtet. Ganz im Westen stand ein Badehaus. Daneben stand eine Scheune.
Die Villa war bis im vierten Jahrhundert in Betrieb, doch wurde das Haupthaus wahrscheinlich schon um 300 verlassen. Der Bau neuer Speichergebäude zeigt aber, dass ein landwirtschaftlicher Betrieb bis um 400 weiterging, dann wurde die Anlage vollkommen aufgegeben. Im Mittelalter stand hier für kurze Zeit ein Bauernhof.
Bei den Ausgrabungen fanden sich Reste von zahlreichen Fensterglasscherben. Unter den Tierknochen fanden sich besonders viele Rinder. Es fanden sich auch Gräten von Aalen, die sicherlich in lokalen Gewässern geangelt wurden. Einige Gräten stammen von Heringen und Makrelen, Fische, die wahrscheinlich von weiter her hierher über den Handel gelangt sind.

## Ausgrabungen
Die Villa wurde zum Teil 1956 bis 1961 ausgegraben. Systematische Ausgrabungen fanden dann wieder 1972 bis 1982 statt, wobei die Villa explizit ausgesucht wurde, da sie nicht modern überbaut war. Das Ziel der Ausgrabungen war, einen ganzen Villenkomplex mit allen Nebengebäuden systematisch zu untersuchen. Die Villa gehört damit zu den nicht sehr zahlreichen römischen Gutshöfen, die vollständig untersucht wurden.